# 茨城机场

茨城機場與羽田機場、成田機場，以及東京首都圈各大都市關係圖

百里飛行場（日语：／ Hyakuri hikōjō */?）是位於日本茨城縣小美玉市的機場，最初為1966年啟用的航空自衛隊基地——百里基地（／ Hyakuri kichi），2010年3月11日起以茨城機場（／ Ibaraki kūkō）之名開放予民間共同使用。機場大部分區域坐落於小美玉市的百里地區，民用部分則坐落於與澤地區。
自開放民用以來，茨城機場成為繼羽田、成田之後，東京首都圈第3座民航機場。為彰顯該機場「首都圈玄關口」的地位，2019年12月召開的茨城縣議會上，有議員提議將茨城機場更名或加上別名（愛稱）為「東京北機場」（／ Tōkyō kita kūkō）。

## 歷史
- 1937年：大日本帝國海軍設置飛行場。二戰後，這裡成為引揚者（日本僑俘遣返回國者）戰後開拓（日语：戦後開拓）地。
- 1956年：航空自衛隊建設基地。
- 1966年：航空自衛隊設置基地。
- 2000年：計劃民用化（英语：Civil enclave）。
- 2008年：民用化建設開始。
- 2009年7月：春秋航空首条国际航线，上海浦东机场到茨城机场开办，并一直开办至2020年COVID疫情为止。
- 2010年：預定民用化完成。
- 2010年：3月11日正式啟用。
- 2011年：東日本大震災，造成機場航廈天花板損壞。
- 2019年10月：春秋航空开通西安咸阳机场到茨城机场航线，为茨城机场的第二个中国大陆航点。
- 2020年12月：自衛隊F-4幽靈II戰鬥機在百里基地除役，改由F-2戰鬥機進駐。

## 航空公司與航點
| 航空公司       | 目的地                        |
| -------------- | ----------------------------- |
| 天馬航空（BC） | 札幌-新千歲、沖繩、神戶、福岡 |
| 可依航空（RF） | 清州                          |
| 台灣虎航（IT） | 台北-桃園 包機：高雄          |
| 春秋航空（9C） | 上海-浦東、西安               |

### 引用
1. ↑  佐藤仁彥、佐藤惠子.  [「茨城機場」改「東京北機場」案　到底東京的範圍到哪裡]. 朝日新聞 (朝日新聞社). 2020-02-18  [2020-02-28]. （原始内容存档于2020-02-18） （日语）.

### 文獻
- (PDF). 国土交通省航空局航空ネットワーク企画課.   [2015-10-02]. （原始内容 (PDF)存档于2015-09-23）.

## 外部連結
- 茨城機場官方網站 （页面存档备份，存于）（日語）（英文）（简体中文）（繁體中文）
- 茨城機場的Twitter （页面存档备份，存于）
- 茨城機場的Facebook